# 克里斯托弗·哥伦布公墓

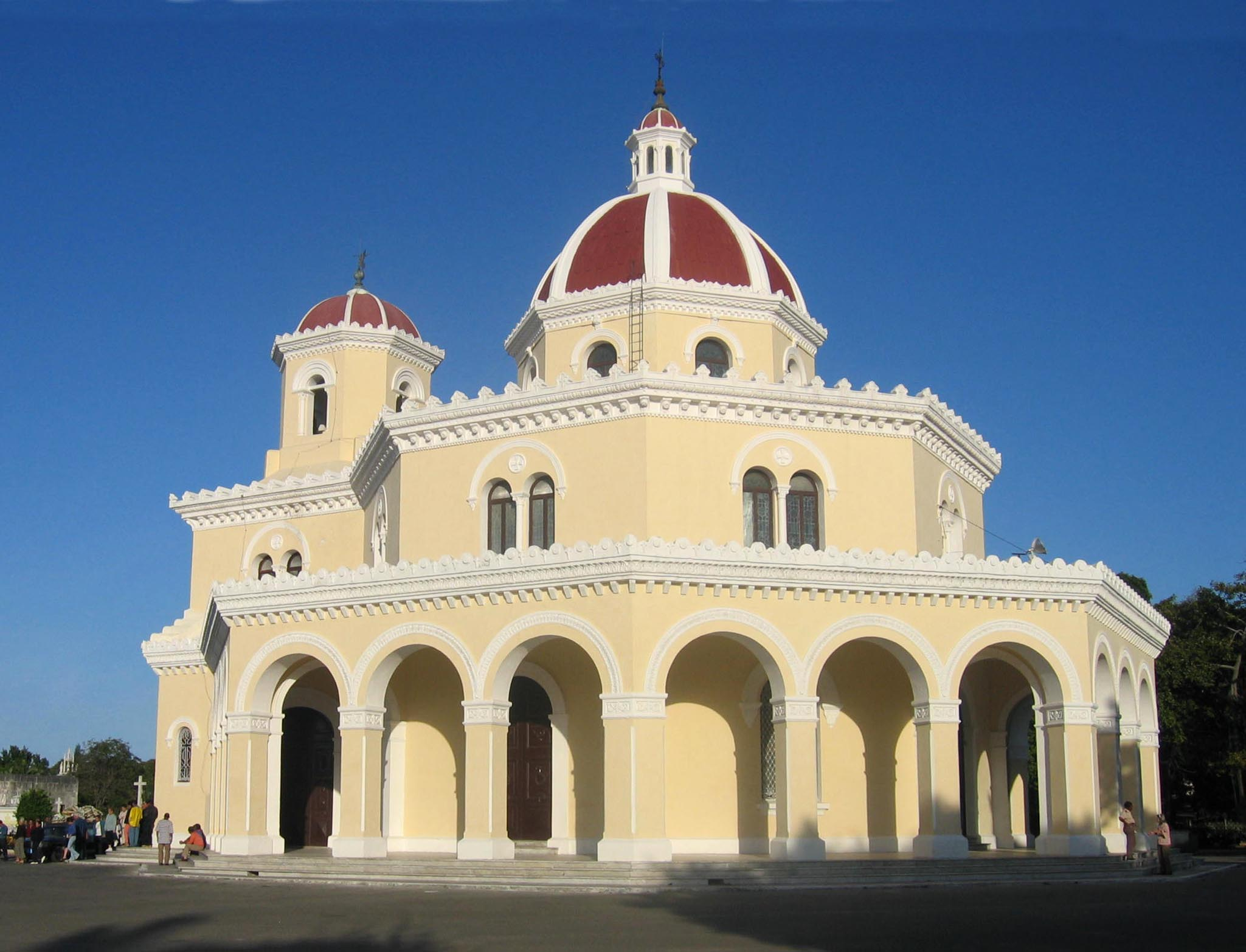
礼拜堂

克里斯托弗·哥伦布公墓（西班牙語：Cementerio de Cristóbal Colón）创建于1876年，位于古巴哈瓦那的韦达多区，以克里斯托弗·哥伦布命名，占地57公顷，以许多雕刻精美的墓碑而著称。据估计，今天的墓地有500多个主要的陵墓，教堂和家茔。
哥伦布公墓有一个高23米的纪念碑，纪念在1890年5月17日大火中丧生的消防队员。
1898年2月，美国海军战舰缅因号死亡水手的遗体埋葬在哥伦布公墓。1899年12月，遗体运回美国，安葬在阿灵顿国家公墓。（页面存档备份，存于）